# Пафнутій Фіваїдський
Пафнутій Фіванський (Фіваїдський), також відомий як Пафнутій Сповідник, був учнем Антонія Великого і єпископом одного з міст у Верхній Фіваїді, північний Єгипет на початку IV століття. Брав участь у Першому Нікейському соборі, який відбувся в 325 році. Деякі джерела зазначають що він значно вплинув на його хід. Невідома ні назва міста де проходило його служіння як єпископа, ні точна дата його смерті.

## Біографія
Пафтуній був учнем у святого Антонія Великого, і згодом став єпископом міста у Верхній Фіваїді на початку IV століття. Зазнав переслідувань за віру у Христа при імператорі Максиміні. Він втратив праве око, йому підрізали сухожилля на лівому стегні, а згодом засудили на роботу в копальнях. За наступного імператора, Костянтина Великого ставлення до нього, як і загалом до християнства, змінилося. Зокрема є джерела де стверджується що на Першому Нікейському соборі він отримав велику пошану від імператора.
На рівень Вселенського Собору було винесено і тему безшлюбності духовенства . Вважається, що більшість присутніх єпископів були налаштовані наслідувати прецеденту Ельвірського собору, який забороняв подружні стосунки навіть тим єпископам, священикам, дияконам та іподияконам, які були одружені до возведення в сан. Пафнутій, згідно зі свідченням деяких античних авторів, ревно вмовляв своїх співслужителів-єпископів не накладати цього обов'язку на зазначені верстви духовенства. Він запропонував, щоб згідно з «давньою традицією Церкви», лише ті, хто був у безшлюбності на час рукоположення, такими й залишалися, і, відповідно, щоб «ніхто не був відділений від тієї, з якою, ще до висвячення, він був єдиний». Велика повага, з якою до нього відносилися, і добре відомий факт, що він сам усе життя дотримувався найсуворіших вимог безшлюбності, надали ваги його пропозиції, яка згодом була одноголосно прийнята. Собор залишив на розсуд одруженого духовенства продовження чи припинення подружніх стосунків. Крім того, Пафнутій ревно протистояв аріанству.
Пафнутій, Потомон з Гераклеї та ще 47 єгипетських єпископів супроводжували святого Афанасія на Першому Тирському синоді в 335 році.
День його пам'яті в католицькій церкві припадає на 11 вересня. У католиків грецького обряду та православних християн на 19 квітня.

## Історичність
Історик Фрідріх Вінкельман заперечує існування Пафнутія, так як немає згадок про нього у Афанасія, який також в ті часи був ревним борцем з аріанством. А також через те, що «Церковна історія» Сократа Схоластика, найперше джерело про Пафнутія, є одним із небагатьох посилань на нього взагалі.
Його участь у Першому Вселенському Соборі неодноразово оскаржувалася, серед інших, таким авторитетним істориком канонічного права як кардинал Альфонс Марія Штіклер. Так Штіклер приводить декілька аргументів: 1) про присутність Пафнутія на соборі ніколи не згадувалося істориком собору Євсевієм Кесарійським; 2) твердження Сократа про те, що він особисто розмовляв з учасником собору є сумнівним, оскільки Сократ нібито народився занадто пізно, щоб особисто знати будь-кого, хто брав участь у соборі; 3) основний аргумент Стіклера проти історії Пафнутія в тому, що Трулльський собор (691) не посилався на його, Пафнутія, прецедент, коли дозволив шлюб священиків. Трулльський собор, дещо помилково, посилався лише на постанови Карфагенського собору. Проте кожен з цих аргументів Штіклера має певні недоліки: 1) Євсевій не згадує багато речей, які, безсумнівно, відбулися; 2) немає ясності, коли саме народився Сократ Константинопольський; 3) Трулльський собор міг би посилатися також і на кілька інших канонів з минулого, але цього не зробив.
З іншого боку, було також кілька видатних учених, які захищали правдивість історії Пафнутія. Основні аргументи були викладені Карлом Йозефом фон Гефеле в його «Conciliengeschichte» (1855) і були підтримані його наступником на католицькому теологічному факультеті Тюбінгена Францом Ксавером фон Функом,  Ельфежем Вакандардом у статті про безшлюбність в «Dictionnaire de théologie catholique» (1905) і Анрі Леклерком у статті в «Histoire des conciles» (1908). Позиція Вакандарда знайшла широке визнання серед учених.
Також відносно Сократа Схоластика і достовірності написаного ним та іншими авторами про діяльність Пафнутія, відомий агіограф, Альбан Батлер стверджує наступне: «Базуючись на мовчанні тих хто здавалось би мав би щось написати і на оповідях святих Єроніма, Епіфанія та інших, Беллармін і Орсі висловлюють підозру, що Сократ і Созомен були неправильно інформовані відносно історії питання безшлюбності. Проте їх описи подій не є несумісними; бо в той час могло здатися недоцільним ухвалювати надто суворий закон проти деяких одружених чоловіків, які в певних мало кому відомих церквах могли бути висвячені і без такої умови» .